# Nilgiritrast
Nilgiritrast (Zoothera neilgherriensis) är en fågel i familjen trastar som enbart förekommer i bergstrakter i sydvästra Indien. Dess artstatus är omdiskuterad och behandlas ofta som underart till guldtrast eller tigertrast.

## Utseende
Nilgiritrasten är en stor (25,5 cm) trast med liknande utseende som artkomplexet kring guldtrast och tigertrast. Jämfört med tigertrasten har en mörkare, brunare och mer jämnfärgad ovansida – fjädrarna på manteln och skapularerna skapar de guld– eller olivgula fläckarna som ger tigertrasten sitt fjälliga utseende. Vidare är näbben större, ansiktet mer enfärgat och mer regelbundet svarttecknat.

## Utbredning och systematik
Fågeln förekommer på södra Indiska halvön. Vissa behandlar den som underart till guldtrasten eller tigertrasten.

## Status
IUCN erkänner den inte som art, varför den inte placeras i någon hotkategori.

## Namn
Nilgiri är namnet på en bergskedja i sydvästra Indien.